# Oxyopes variabilis
Oxyopes variabilis es una especie de araña del género Oxyopes, familia Oxyopidae. Fue descrita científicamente por L. Koch en 1878.
Habita en Australia (Queensland, Australia Occidental, Australia Meridional, Nueva Gales del Sur).